# Hacksjön (Botkyrka socken, Södermanland)
Hacksjön är en sjö i Botkyrka kommun i Södermanland som ingår i Tyresåns huvudavrinningsområde. Sjön är 1,3 meter djup, har en yta på 0,168 kvadratkilometer och befinner sig 50,8 meter över havet.
Sjön befinner sig strax öster om Tullinge flygfält.
Hacksjön ingår i Tyresåns sjösystem och avvattnas till Kvarnsjön, Gladö. Den är till stor del omgiven av hed och skog.

## Delavrinningsområde
Hacksjön ingår i delavrinningsområde (656597-162608) som SMHI kallar för Utloppet av Orlången. Medelhöjden är 46 meter över havet och ytan är 32,16 kvadratkilometer. Det finns ett avrinningsområde uppströms, och räknas det in blir den ackumulerade arean 45,14 kvadratkilometer. Avrinningsområdets utflöde Tyresån (Kålbrinksströmmen) mynnar i havet. Avrinningsområdet består mestadels av skog (61 procent). Avrinningsområdet har 3,46 kvadratkilometer vattenytor vilket ger det en sjöprocent på 10,4 procent. Bebyggelsen i området täcker en yta av 3,73 kvadratkilometer eller 11 procent av avrinningsområdet.